# Ligue des communistes de Yougoslavie
Pour les articles homonymes, voir Ligue des communistes.

Drapeau de la Ligue des communistes de Yougoslavie

La Ligue des communistes de Yougoslavie, nom abrégé en LCY, ou SKJ (appelée avant 1952 Parti communiste de Yougoslavie, ou PCY ; en serbo-croate, Komunistička partija Jugoslavije ou KPJ) est un ancien parti politique de gauche ou d'extrême gauche de Yougoslavie fondé en 1919. Il fut à l'origine de la création de la république fédérative socialiste de Yougoslavie en 1945. Parti unique de la République yougoslave, il est demeuré au pouvoir jusqu'à sa dissolution en 1990. La figure dominante de son histoire est Josip Broz dit « Tito ».

## Création
En avril 1919, après la formation du royaume des Serbes, Croates et Slovènes (qui deviendra en 1929 le royaume de Yougoslavie), les différents partis sociaux-démocrates ayant existé en Autriche-Hongrie, en Serbie et au Monténégro se réunissent à Belgrade en congrès pour décider de leur union au sein d'une fédération de partis. Dans un contexte européen marqué par la révolution russe, la tendance révolutionnaire l'emporte et décide de la fondation, non d'une fédération, mais d'un parti unifié, baptisé du nom de Parti des travailleurs socialistes de Yougoslavie (Communistes) (Socijalistička radnička partija Jugoslavije (komunista)). Le nouveau parti rejoint le Komintern et annonce son soutien à l'URSS et à la république des conseils de Hongrie, organisant par ailleurs des grèves et des manifestations dans tout le pays. Le comité central du parti est dirigé par Filip Filipović, Živko Topalović et Vladimir Ćopić.
Aux élections locales de mars 1920, les communistes obtiennent la majorité dans différentes villes, comme Zagreb, Osijek, Slavonski Brod, Križevci et Podgorica. Le gouvernement, inquiet de ces succès, ne valide pas les victoires électorales et emprisonne des dirigeants du parti, qui entrent en grève de la faim. Les succès électoraux suscitent la naissance de nouveaux groupes communistes locaux, comme en Slovénie. De nouvelles victoires électorales sont remportées en Serbie et en Macédoine à Belgrade, Skopje et Niš. Le gouvernement refuse à nouveau de les reconnaître. Enfin, aux élections législatives du 28 novembre 1920, les communistes obtiennent 12,36 % des voix, et 58 des 419 sièges de l'assemblée constituante.
Le parti a entre-temps connu un conflit interne entre centristes et révolutionnaires : ces derniers, conduits par Filipović, l'emportent et, au deuxième congrès en juin 1920, rebaptisent le parti du nom de Parti communiste de Yougoslavie. Les centristes quittent le parti, dénonçant les tendances révolutionnaires et s'unissant aux sociaux-démocrates.

## Interdiction
Dans la nuit du 29 au 30 décembre 1920, soit un mois après le succès des communistes aux élections, le gouvernement interdit le parti communiste, officiellement jusqu'à l'adoption de la nouvelle constitution. Les possessions du parti sont saisies, et plusieurs dirigeants arrêtés. Le Parti communiste de Yougoslavie forme en juin 1921 une direction clandestine, pour continuer ses actions dans l'illégalité. Certains communistes réagissent en formant l'organisation terroriste Crvena Pravda (Vérité rouge), qui rate un attentat contre le Prince régent Alexandre, mais parvient à assassiner le ministre de l'intérieur Milorad Drašković, auteur de l'acte d'interdiction du parti. Le parlement émet aussitôt une loi interdisant de manière définitive le parti communiste. Tous les députés du parti sont arrêtés, de même qu'environ 70 000 militants.
Le parti continue d'exister illégalement, mais sa direction est divisée. En 1923, la tendance de gauche l'emporte et Triša Kaclerović devient le chef de la direction clandestine. Le parti développe la formation de ses cadres et infiltre des syndicats. L'internationale communiste demeure cependant opposée à un mouvement communiste yougoslave unitaire, préférant la séparation du pays et la création d'États croates, slovènes et macédoniens indépendants. La faction de Belgrade, dirigée par Sima Marković, s'oppose au contraire à la dislocation de la Yougoslavie. Le conflit n'est toujours pas réglé en 1928 : le croate Đuro Đaković, soutenu par la faction de Zagreb dirigée par Josip Broz et Andrija Hebrang, en appelle au Komintern, qui met en place une nouvelle direction, composée de Jovan Mališić et de Đaković.

## La révolte de 1929
Le 6 janvier 1929, le roi Alexandre Ier instaure un régime dictatorial. Les communistes tentent une insurrection armée, qui échoue. Une partie des dirigeants du mouvement, dont Đaković, sont tués. En avril 1930, le comité central s'installe à Vienne et perd le contact avec les communistes restés au pays.

## Renaissance du parti
À partir de 1932, le Parti communiste reconstitue son appareil, s'éloignant des directives du Komintern. À la fin 1934, la direction du parti renoue le contact avec les militants restés en Yougoslavie : le parti, toujours clandestin, compte environ 3 000 membres. En juin 1935, le Parti communiste abandonne son projet de séparation de la Yougoslavie, pour soutenir le droit à l'autodétermination des différentes nationalités yougoslaves. Mais le regain d'activité communiste entraine de nouvelles arrestations : en 1936, de nombreux cadres sont emprisonnés. Le Komintern nomme alors une nouvelle direction du parti : Milan Gorkić devient secrétaire général, tandis que Josip Broz est chargé de l'organisation. Les chefs du parti yougoslave demeurés à Moscou sont victimes des Grandes Purges de Staline. Josip Broz, qui utilise les pseudonymes de Walter et de Tito, devient en mars 1939 le secrétaire général du parti et réorganise son appareil.

## Seconde Guerre mondiale
En avril 1941, l'Allemagne nazie et ses alliés envahissent la Yougoslavie et en démembrent le territoire. Le Parti communiste commence à s'organiser : après l'invasion de l'Union soviétique, ils passent à l'action. Tito forme le mouvement des Partisans qui affronte les occupants au cours d'une intense guerre de résistance, se battant également contre le mouvement monarchiste et serbe des Tchetniks. Les communistes fondent avec d'autres partis politiques le Front de libération populaire, lequel se dote en novembre 1942 d'un organisme politique représentatif, le Conseil antifasciste de libération nationale de Yougoslavie (Antifašističko V(ij)eće Narodnog Oslobođenja Jugoslavije, ou AVNOJ), qui se proclame parlement du pays. Fin novembre 1943, l'AVNOJ tient sa deuxième session à Jajce et proclame la fédération démocratique de Yougoslavie, conçue comme un État fédéral respectueux des nationalités yougoslaves - au contraire du royaume de Yougoslavie, dominé par les Serbes - mais visant à restaurer et maintenir l'unité du pays. Tito est proclamé chef du gouvernement provisoire, le Comité national pour la libération de la Yougoslavie.
À partir de la fin 1943, les Partisans reçoivent le soutien militaire des Alliés et supplantent les Tchetniks comme force de résistance. Des pans entiers du territoire sont libérés et, en mai 1945, les communistes contrôlent l'intégralité du territoire yougoslave.

## Au pouvoir
Après-guerre, le Parti communiste interdit les partis formés avant la guerre. Huit des mouvements politiques autorisés forment avec lui le Front populaire de Yougoslavie (Narodna fronta Jugoslavije), qui remporte les élections de la fin 1945. La République est ensuite proclamée : Tito, toujours secrétaire général du parti, reste également chef du gouvernement. Le parti communiste devient parti unique, les seules activités politiques autorisées l'étant sous l'égide du Front populaire (rebaptisé ensuite Alliance socialiste du peuple travailleur de Yougoslavie, également traduit par Ligue socialiste du peuple travailleur de Yougoslavie), qui supervise élections et activités syndicales. Le parti est organisé en branches locales (Serbe, Croate, Slovène, Monténégrine, Macédonienne, Bosniaque; la branche Serbe ayant comme subordonnées les branches autonome du Kosovo et de la Voïvodine), de manière à respecter les identités nationales suivant le fédéralisme du nouveau régime.
Après avoir poursuivi une politique de répression stalinienne dans l'immédiat après-guerre, le parti évolue à compter de la rupture Tito-Staline qui voit son expulsion du Kominform. Les « kominformiens », partisans réels ou supposés de Staline, sont soumis à des purges, Tito parvenant à se maintenir au pouvoir. Sous l'influence de réformateurs comme Boris Kidrič et Milovan Djilas, Tito se convertit à une forme originale de « socialisme », désignée sous le nom de titisme : l'économie abandonne progressivement la planification pour se convertir à une forme d'auto-gestion, avec des doses grandissantes d'économie de marché. Le parti relâche son emprise sur la société yougoslave, préférant au rôle de planificateur celui de guide idéologique : en 1952, durant son sixième congrès, le parti prend le nom de Ligue des communistes de Yougoslavie (Savez komunista Jugoslavije), pour se distinguer des autres partis communistes européens demeurés fidèles à Staline. Les branches locales du parti sont rebaptisées de la même manière.

## Crise du parti
Au fil des années, le Parti doit, comme le régime yougoslave, affronter le problème croissant des nationalismes. La chute du dirigeant conservateur Aleksandar Ranković donne une nouvelle impulsion au mouvement des réformistes décentralisateurs. Durant le printemps croate, une partie des dirigeants de la Ligue des communistes de Croatie adopte les revendications nationalistes, initialement réprimées et finalement adoptées dans la nouvelle constitution de 1974. Tito apparaît comme le principal garant de l'unité du parti et de l'État, tous deux de plus en plus décentralisés. À sa mort, en 1980, la Ligue et l'État adoptent un système de rotation, leurs présidences étant assurées à tour de rôle par les dirigeants locaux. Chaque parti suit bientôt sa propre ligne, à l'image de la Ligue des communistes de Serbie, dirigée par Slobodan Milošević.

## Dissolution
Les dissensions entre membres de la fédération amènent à la fin de la Ligue des communistes : en décembre 1989, la Slovénie autorise le multipartisme, suivie en janvier 1990 par la Croatie. Le 20 janvier 1990, la Ligue des communistes de Yougoslavie se réunit à Belgrade et annonce « la fin du socialisme autoritaire » et le passage à une économie mixte. Devant les désaccords entre les différentes composantes de la Ligue, le congrès est finalement ajourné sine die trois jours plus tard. La Ligue des communistes de Yougoslavie cesse d'exister dans les faits, ses composantes locales adoptant toutes les unes après les autres les appellations de parti socialiste ou de parti social-démocrate.

## Voir également
- Titisme (Josip Broz Tito).

### Branches locales
- Ligue des communistes de Bosnie-Herzégovine
- Ligue des communistes de Croatie
- Ligue des communistes du Kosovo
- Ligue des communistes de Macédoine
- Ligue des communistes du Monténégro
- Ligue des communistes de Serbie
- Ligue des communistes de Slovénie